# Euthyroides jellyae
Euthyroides jellyae är en mossdjursart som beskrevs av Levinsen 1909. Euthyroides jellyae ingår i släktet Euthyroides och familjen Euthyroididae. Inga underarter finns listade i Catalogue of Life.